# Innocenzo Castracane degli Antelminelli
Innocenzo Castracane degli Antelminelli (Urbino, 28 dicembre 1780 – tra il 2 e il 30 giugno 1848) è stato un vescovo cattolico italiano.

## Biografia
Nacque a Urbino il 28 dicembre 1780.
Fu vescovo di Cervia dal 1834 al 1838 e vescovo di Cesena dal 1838 al 1848.
Morì tra il 2 e il 30 giugno 1848.

## Genealogia episcopale
La genealogia episcopale è:
- Cardinale Scipione Rebiba
- Cardinale Giulio Antonio Santori
- Cardinale Girolamo Bernerio, O.P.
- Arcivescovo Galeazzo Sanvitale
- Cardinale Ludovico Ludovisi
- Cardinale Luigi Caetani
- Cardinale Ulderico Carpegna
- Cardinale Paluzzo Paluzzi Altieri degli Albertoni
- Papa Benedetto XIII
- Papa Benedetto XIV
- Papa Clemente XIII
- Cardinale Marcantonio Colonna
- Cardinale Giacinto Sigismondo Gerdil, B.
- Cardinale Giulio Maria della Somaglia
- Cardinale Luigi Lambruschini, B.
- Vescovo Innocenzo Castracane degli Antelminelli